# Communauté de communes des Coteaux du Girou
La Communauté de Communes des Coteaux du Girou est une communauté de communes française située dans le département de la Haute-Garonne, en pays Tolosan.

## Communes adhérentes
La communauté de communes est composée des 18 communes suivantes :

| Nom                       | Code Insee | Gentilé         | Superficie (km2) | Population (dernière pop. légale) | Densité (hab./km2) |
| ------------------------- | ---------- | --------------- | ---------------- | --------------------------------- | ------------------ |
| Gragnague (siège)         | 31228      | Gragnaguais     | 13,04            | 2 428 (2022)                      | 186                |
| Bazus                     | 31049      | Bazusiens       | 9,13             | 600 (2022)                        | 66                 |
| Bonrepos-Riquet           | 31074      | Riquetois       | 5,69             | 295 (2022)                        | 52                 |
| Garidech                  | 31212      | Garidechois     | 7,11             | 1 899 (2022)                      | 267                |
| Gauré                     | 31215      | Gauréens        | 13,47            | 467 (2022)                        | 35                 |
| Gémil                     | 31216      | Gémilois        | 2,81             | 415 (2022)                        | 148                |
| Lapeyrouse-Fossat         | 31273      | Lapeyrousiens   | 9,49             | 2 983 (2022)                      | 314                |
| Lavalette                 | 31285      | Lavalettois     | 13,75            | 798 (2022)                        | 58                 |
| Montastruc-la-Conseillère | 31358      | Montastrucois   | 15,49            | 3 719 (2022)                      | 240                |
| Montjoire                 | 31383      | Montjoviens     | 20,29            | 1 262 (2022)                      | 62                 |
| Montpitol                 | 31388      | Montpitolais    | 5,96             | 341 (2022)                        | 57                 |
| Paulhac                   | 31407      | Paulhacois      | 14,03            | 1 250 (2022)                      | 89                 |
| Roquesérière              | 31459      | Roquesériérois  | 10,64            | 882 (2022)                        | 83                 |
| Saint-Jean-Lherm          | 31489      | Jeanlhermains   | 7,92             | 430 (2022)                        | 54                 |
| Saint-Marcel-Paulel       | 31501      | Marcellois      | 7,1              | 481 (2022)                        | 68                 |
| Saint-Pierre              | 31511      | Saint-Pierrains | 4,74             | 261 (2022)                        | 55                 |
| Verfeil                   | 31573      | Verfeillais     | 41,23            | 3 867 (2022)                      | 94                 |
| Villariès                 | 31579      | Villariessois   | 7,33             | 879 (2022)                        | 120                |

## Démographie
| 1968  | 1975  | 1982  | 1990   | 1999   | 2009   | 2010   | 2011   | 2012   |
| ----- | ----- | ----- | ------ | ------ | ------ | ------ | ------ | ------ |
| 6 424 | 7 619 | 9 500 | 11 224 | 13 806 | 17 248 | 20 020 | 20 494 | 20 383 |

| 2013   | 2014   | 2015   | 2016   | 2017   | 2018   | 2020   | 2021   | - |
| ------ | ------ | ------ | ------ | ------ | ------ | ------ | ------ | - |
| 20 614 | 20 787 | 20 894 | 21 026 | 21 171 | 21 474 | 22 269 | 22 837 | - |

## Politique et administration

### Siège
Le siège de la communauté de communes est situé à Gragnague, 1 Rue du Girou.

### Conseil communautaire
La communauté de communes  est administrée par le conseil de communauté, composé de 46 conseillers, élus pour 6 ans :
| Nombre de délégués | Communes                                                                                             |
| ------------------ | --- |
| 7                  | Verfeil                                                                                              |
| 6                  | Montastruc-la-Conseillère                                                                            |
| 5                  | Lapeyrouse-Fossat                                                                                    |
| 4                  | Garidech, Gragnague                                                                                  |
| 3                  | Montjoire, Paulhac                                                                                   |
| 2                  | Lavalette, Roquesérière, Villariès                                                                   |
| 1 (+1 suppléant)   | Bazus, Bonrepos-Riquet, Gauré, Gémil, Montpitol, Saint-Jean-Lherm, Saint-Marcel-Paulel, Saint-Pierre |

### Présidence
| Période | Période  | Identité     | Étiquette | Qualité            |
| ------- | -------- | ------------ | --------- | ------------------ |
| 2008    | en cours | Daniel Calas | PS        | Maire de Gragnague |

## Historique
Créée le 22 décembre 1998

## Agglomération toulousaine
D'autres communautés intercommunales existent dans l'unité urbaine toulousaine mais à ce jour sans projet de fusion :
1. Toulouse Métropole : 832348 (2022)
2. Le Muretain Agglo : 129300 (2022)
3. Sicoval : 83758 (2022)
4. Le Grand Ouest Toulousain Agglomération : 48345 (2021)
5. Communauté de communes Grand Sud Tarn-et-Garonne : 43119 (2021)
6. Communauté de communes des Hauts Tolosans : 35414 (2021)
7. Communauté de communes du Frontonnais : 28233 (2021)
8. Communauté de communes des Coteaux-Bellevue : 21009 (2021)